# Melicerona
Melicerona is een geslacht van weekdieren uit de klasse van de Gastropoda (slakken).

## Soorten
- Melicerona felina (Gmelin, 1791)
- Melicerona listeri (Gray, 1824)